# Erechtites valerianifolius
A capiçova (Erechtites valerianifolius) é uma espécie botânica pertencente à família Asteraceae. Possui outros nomes populares, como capiçoba,
cariçoba,
caramuru, gondó (em Minas Gerais, Espírito Santo),
maria-gondó,
maria-gomes 
e maria-nica (em
Goiás).
É uma planta anual, herbácea, com 0,5 a 2 m de altura ou
mais.

As folhas são profundamente recortadas em lobos. Dá flor quase o ano inteiro, e de forma mais intensa de outubro até dezembro.
A denominação latina da espécie, valerianifolius, significa « como folha de valeriana ». Os nomes populares capiçova e capiçoba provêm das palavras tupi ka' pii « erva » e sowa « folha ».
A planta é nativa da América do Sul, do México até a Argentina. Foi introduzida em ilhas do Pacífico, onde se tornou
invasora,
na Ásia tropical, e no Norte da Austrália.
Uma espécie vizinha, Erechtites hieraciifolius (L.) Raf. ex DC. (en), é conhecida sob o mesmo nome comum
capiçova,

mas é um pouco diferente: Erechtites hieraciifolius tem folhas quase inteiras ou fracamente lobadas e é encontrada também na
América do Norte.

## Uso
A capiçova é considerada uma erva daninha. Porém, as inflorescências e folhas são usadas como hortaliça. São preparadas, entre outros, na forma de refogados, e apreciadas por serem saborosas; o gosto é levemente amargo

e lembra o jambu e a manga verde. A planta é rica em proteínas: 23% da base seca, em fósforo: 480 mg/100 g, ferro: 47,7 mg/100 g, zinco:
7,8 mg/100 g,
e vitamina A: 6930
U.I.

Porém, um estudo científico recomenda que seja verificado se a capiçova contém alcaloides pirrolizidínicos, que são tóxicos para o fígado, pois outras espécies do género os possuem.